# Vitry-sur-Seine-Est (tổng)
Tổng Vitry-sur-Seine-Est là một tổng thuộc tỉnh Val-de-Marne trong vùng Île-de-France.

## Các xã
Tổng Vitry-sur-Seine-Est bao gồm phần đông nam của xã Vitry-sur-Seine. Hai tổng khác của Vitry là: tổng Vitry-sur-Seine-Nord và tổng Vitry-sur-Seine-Ouest.
| Xã                       | Dân số | Mã bưu chính | Mã insee |
| ------------------------ | ------ | ------------ | -------- |
| Vitry-sur-Seine, toàn xã | 78 908 | 94 400       | 94 081   |

## Thông tin nhân khẩu
| 1962                                                     | 1968 | 1975 | 1982 | 1990   | 1999   |
| -------------------------------------------------------- | ---- | ---- | ---- | ------ | ------ |
|                                                          |      |      |      | 27 694 | 27 812 |
| Nombre retenu à partir de 1962 : dân số không tính trùng |      |      |      |        |        |